# Aphylax lyciformis
Aphylax lyciformis är en skalbaggsart som först beskrevs av Ernst Friedrich Germar 1824.  Aphylax lyciformis ingår i släktet Aphylax och familjen långhorningar.
Artens utbredningsområde är:
- Paraguay.
- Uruguay.

Inga underarter finns listade i Catalogue of Life.